# ティアラモード
TIARAMODE（ティアラモード）は、有限会社イーアンツの女性成人向けPCゲームのブランド。

## 作品一覧
- バトラーズ〜召しませお嬢様〜　（2006年10月27日）
- バトラーズ〜召しませお嬢様 ナイトモード〜 （2006年11月24日）
- ブラザーズ〜恋するお兄さま〜 　（2007年9月28日）
- ブラザーズ〜もっと恋するお兄さま〜（2007年10月26日）
- ロイヤルズ　〜愛しの王子さま〜   　(2008年9月26日)
- ロイヤルズ　〜誘惑の王子さま〜       (2008年10月24日)
- クレイジー★ラビッツ 〜別れさせ業の兎桐事務所〜    (2009年10月23日)